# 加蘭 (堪薩斯州)
加蘭（英語：Garland）為位在美國堪薩斯州波旁縣的非建制地區。加蘭離密蘇里州州界13.7（8.5英里），且位在縣治斯科特堡東南方。

## 歷史
此地區原稱孟菲斯（Memphis），後來於1880年代因有鐵路線通過而更名為加蘭（以一個爐具品牌命名）。